# Sátoraljaújhely

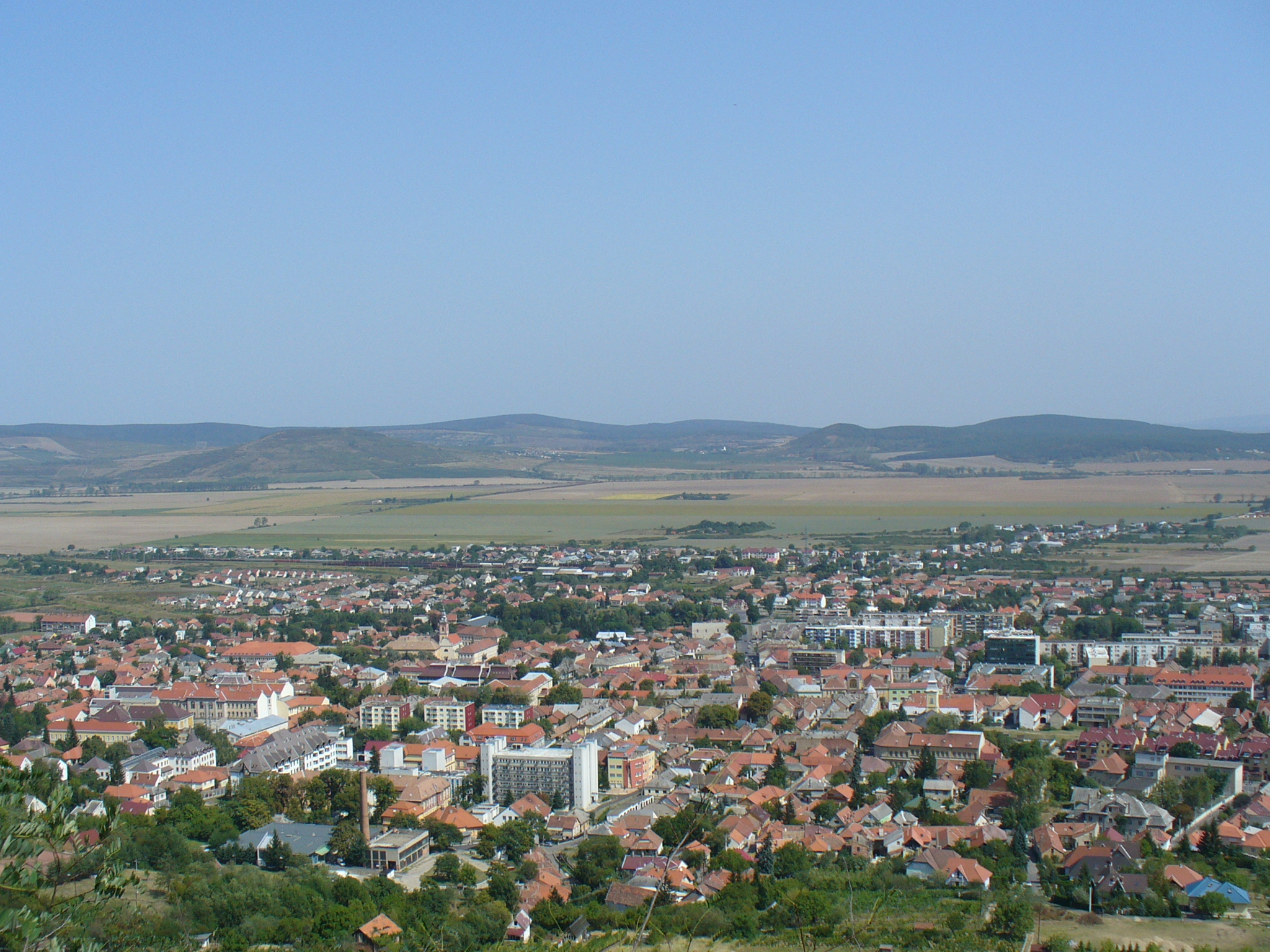
Blick über die Stadt

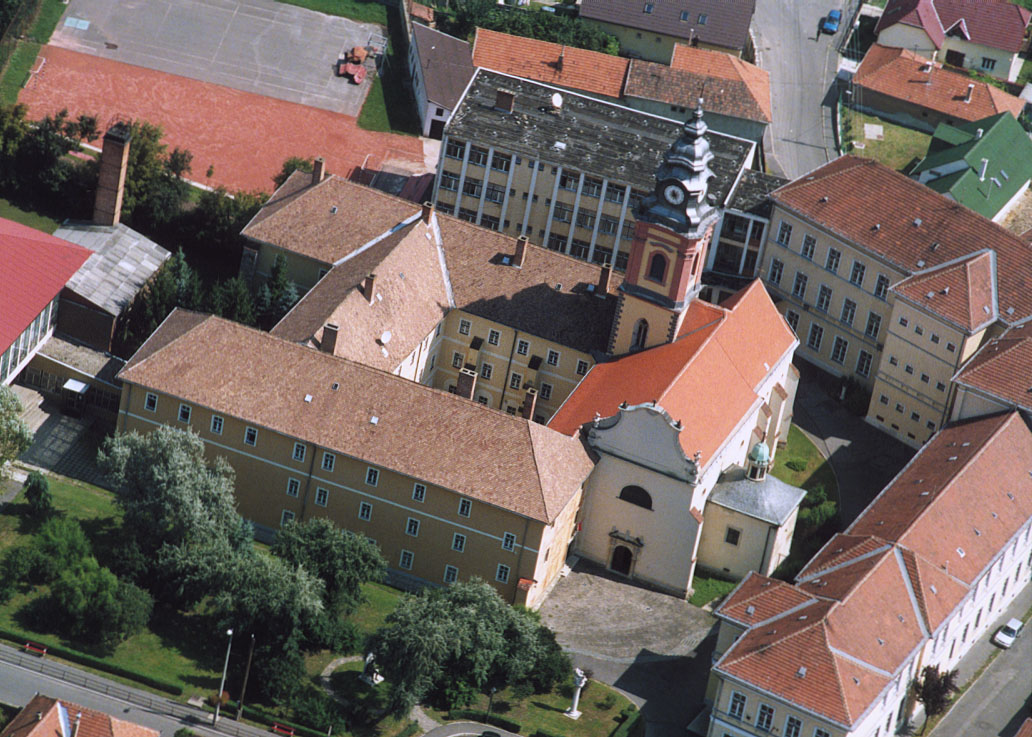
Sátoraljaújhely-Kloster

Sátoraljaújhely [ˈʃaːtorɒljɒuːjhɛj] (ungarisch, slowakisch Nové Mesto pod Šiatrom, deutsch Neustadt am Zeltberg) ist eine Stadt in Ungarn im gleichnamigen Kreis und Verwaltungsbezirk Komitat Borsod-Abaúj-Zemplén, direkt an der Grenze zur Slowakei gelegen. Seit 1981 gehören die ehemals eigenständigen Gemeinden Rudabányácska, Széphalom und seit 1985 Károlyfalva (Karlsdorf) zur Stadt Sátoraljaújhely.

## Geografische Lage
Sátoraljaújhely erstreckt sich über 7344 Hektar und hatte im Jahr 2011 15.619 Einwohner. Die Stadt liegt am Nordrand des ungarischen Teils des bekannten Tokajer Weingebiets, 80 Kilometer nordöstlich des  Komitatssitzes Miskolc. Direkt östlich an die Stadt angrenzend, jenseits des Flüsschens Ronyva, befindet sich die slowakische Gemeinde Slovenské Nové Mesto.

## Geschichte
Die Ortsgründung geht auf die Zeit der ungarischen Landnahme zurück. Im 13. Jahrhundert wurde der Ort durch die Tataren zerstört und später wiederaufgebaut. 1261 erhielt der Ort durch Stephan V., den späteren König von Ungarn, das Stadtrecht. 
1748 wurde Sátoraljaújhely zum Hauptort des Komitats Zemplén. Zu Beginn des 19. Jahrhunderts lebte Ferenc Kazinczy, ein Reformer der ungarischen Sprache und Literatur, im Dorf Széphalom, das heute ein Stadtteil von Sátoraljaújhely ist.
1808 gründete Mosche Teitelbaum in Újhely eine chassidische jüdische Gemeinde. 1905 lebten 13.000 Menschen in der Stadt, davon 4.500 Juden. Sein Mausoleum steht auf dem Alten Jüdischen Friedhof.
1920 wurde ein Teil der Stadt, die Vorstadt Kisújhely (Unterneustadt) mit einem strategisch wichtigen Bahnhof, durch den Vertrag von Trianon der Tschechoslowakei zugesprochen und erhielt dort den Namen Slovenské Nové Mesto.
In der jüngeren Geschichte gab es international immer wieder ähnliche Fälle. Siehe auch Liste geteilter Orte.

## Tourismus
Durch Sátoraljaújhely verläuft der Bergwanderweg Eisenach–Budapest und es beginnt der Fernwanderweg Alföldi Kéktúra.

## Persönlichkeiten
- Attila Ambrus (* 1967), Eishockeyspieler und Bankräuber, saß im Hochsicherheitsgefängnis von Sátoraljaújhely ein
- Gyula Andrássy (1823–1890), Magnat und Politiker
- Elemér Bokor (1887–1928), Zoologe und Höhlenforscher
- Brigitta Bui (* 1982), Pornodarstellerin
- Jenö Eisenberger (1922–2016), Unternehmer und Kunstsammler
- József Engel (1811 od. 1815–1901), Bildhauer
- Victor Hausmann (1858–1920), Maler
- Angelo Heilprin (1853–1907), Geologe und Fotograf
- Ferenc Kazinczy (1759–1831), Schriftsteller und Sprachreformer
- Lajos Kossuth (1802–1894), Politiker, Nationalheld Ungarns
- Árpád Latabár (1903–1961), Schauspieler
- Géza Nagy (1892–1953), Schachspieler
- Rita Nemes (* 1989), Siebenkämpferin
- József Nemes Lampérth (1891–1924), Maler
- Attila Pethő (* 1950), Mathematiker
- Mosche Teitelbaum (1759–1841), ab 1806 Rabbiner in der Stadt
- Katalin Vad (* 1980), Künstlername Michelle Wild, Pornodarstellerin

## Städtepartnerschaften
- Franeker, Niederlande (1991)
- Krosno, Polen (2006)
- Lohja, Finnland (1990)
- Montreux, Schweiz (2015)[3]
- Opole Lubelskie, Polen (2003)
- Sărățeni (Mureș), Rumänien
- Sindos (Σίνδος), Griechenland (2000)

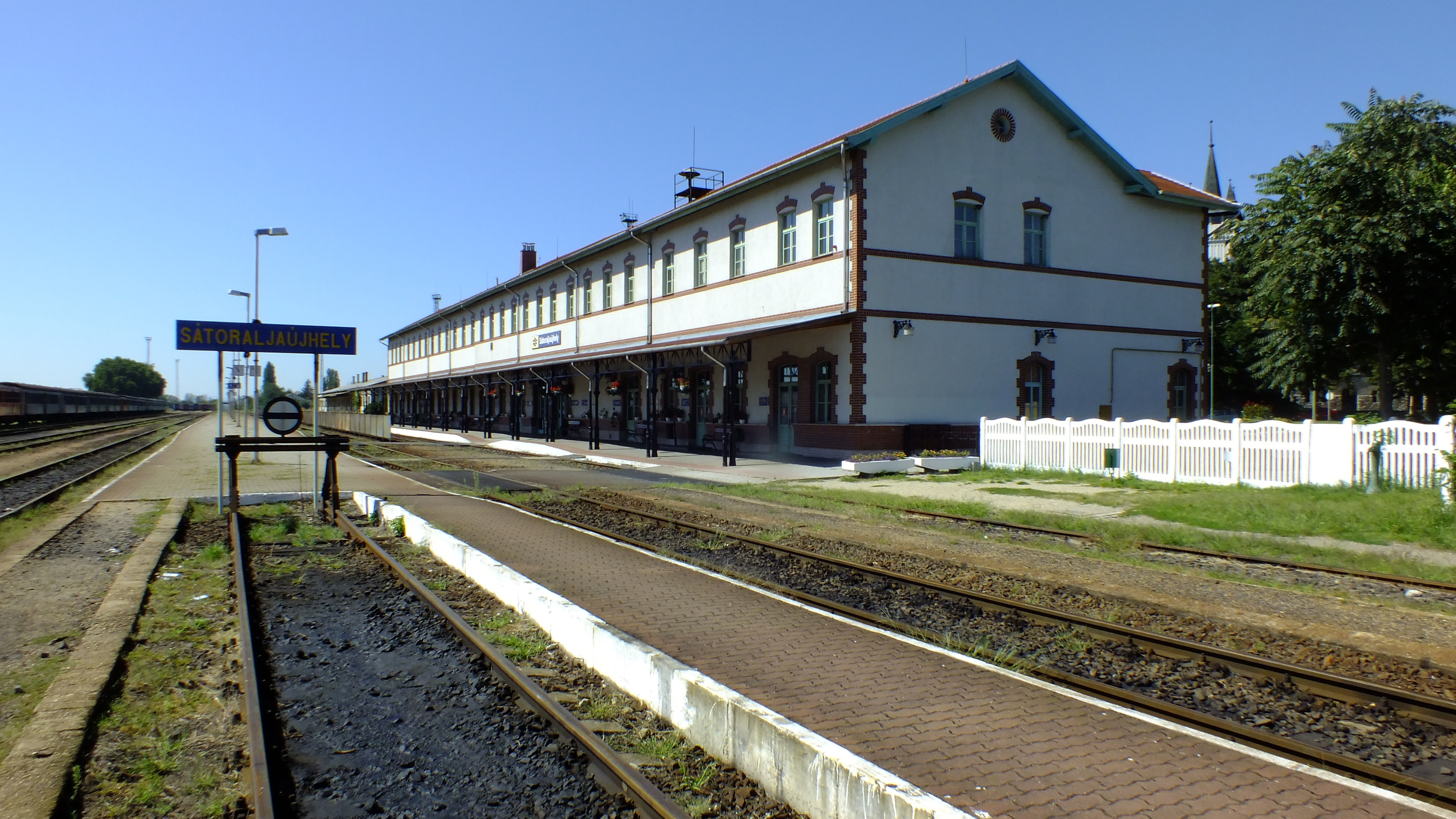
Bahnhof Sátoraljaújhely

## Verkehr
Durch Sátoraljaújhely verläuft die Hauptstraße Nr. 37. Es bestehen Busverbindungen nach Pálháza, Pácin und Sárospatak. Der im südlichen Teil der Stadt gelegene Bahnhof ist angebunden an die Eisenbahnstrecke zum Budapester Ostbahnhof.